# Prato
Um prato é um tipo de utensílio, normalmente côncavo e circular, cuja finalidade principal é acomodar os alimentos a serem consumidos. Podem ser feitos de vários materiais: porcelana, plástico, vidro, papel revestido com plástico, barro revestido a vidro, e ocasionalmente de madeira ou pedra. Alguns dos pratos de porcelana têm apenas (ou também) função decorativa. Os tamanhos dos pratos podem variar muito, desde o prato que acompanha a chávena (ou xícara) de café com 12 cm de diâmetro (este tipo de prato costuma-se denominar pires), até um prato com a função de "travessa", para distribuir os alimentos para várias pessoas, mas, geralmente, o seu tamanho é de 23 cm de diâmetro. Costuma-se diferenciar dois tipos de pratos: o prato raso, para a refeição principal, e o prato de sopa (ou fundo), este mais côncavo e alto para conter líquidos.

## História
A história dos pratos confundem-se com a história da humanidade. Na antiguidade eram de cerâmica, madeira, metal ou pasta de vidro e os primeiros foram feitos em estanho, prata ou ouro e destinados apenas a nobres e reis. O povo comia em caçarolas.
O termo “prato” com a sua funcionalidade de vasilha individual, surgiu no século XVI. Antes disso, eram usadas as tábuas ou travessas, usadas na era medieval para cortar alimentos, colocar o pão e acima deles o caldo de alimentos. O prato individual, conhecido por mazarine, foi introduzido pelo Cardeal Mazarine em 1653 na França segundo relatos históricos.
Os pratos decorativos remontam à porcelana chinesa, surgida no século I, que começaram a chegar à Europa no século XIV. Mas foi somente após o estabelecimento das rotas do Oriente por Portugal é que a China passou a produzir estas peças especialmente para o Ocidente. Pratos azuis e brancos representavam a maior parte das exportações e ficaram famosos como Companhia da Índias, que era a empresa de navegação que os traziam para a Europa. A produção da China só veio a diminuir no século XVIII, quando as primeiras fábricas de porcelana na Europa começaram a emergir.
O prato era um símbolo de luxo e no final do século XVIII tornaram-se populares como utensílios na mesa. Em 1750, apareceram os pratos cobertos com uma tampa em forma de sino, ainda usado nos dias de hoje, em restaurantes de alto luxo, dando um refinamento à refeição.
No Brasil, toda a porcelana era importada até a época do Império e o prato "borrão" que era a porcelana que os chineses erravam no tom do decalque, eram considerados refugos e usados pelos escravos. Atualmente se tornaram raras e vendidas a um alto preço para colecionadores.

## Pratos decorativos

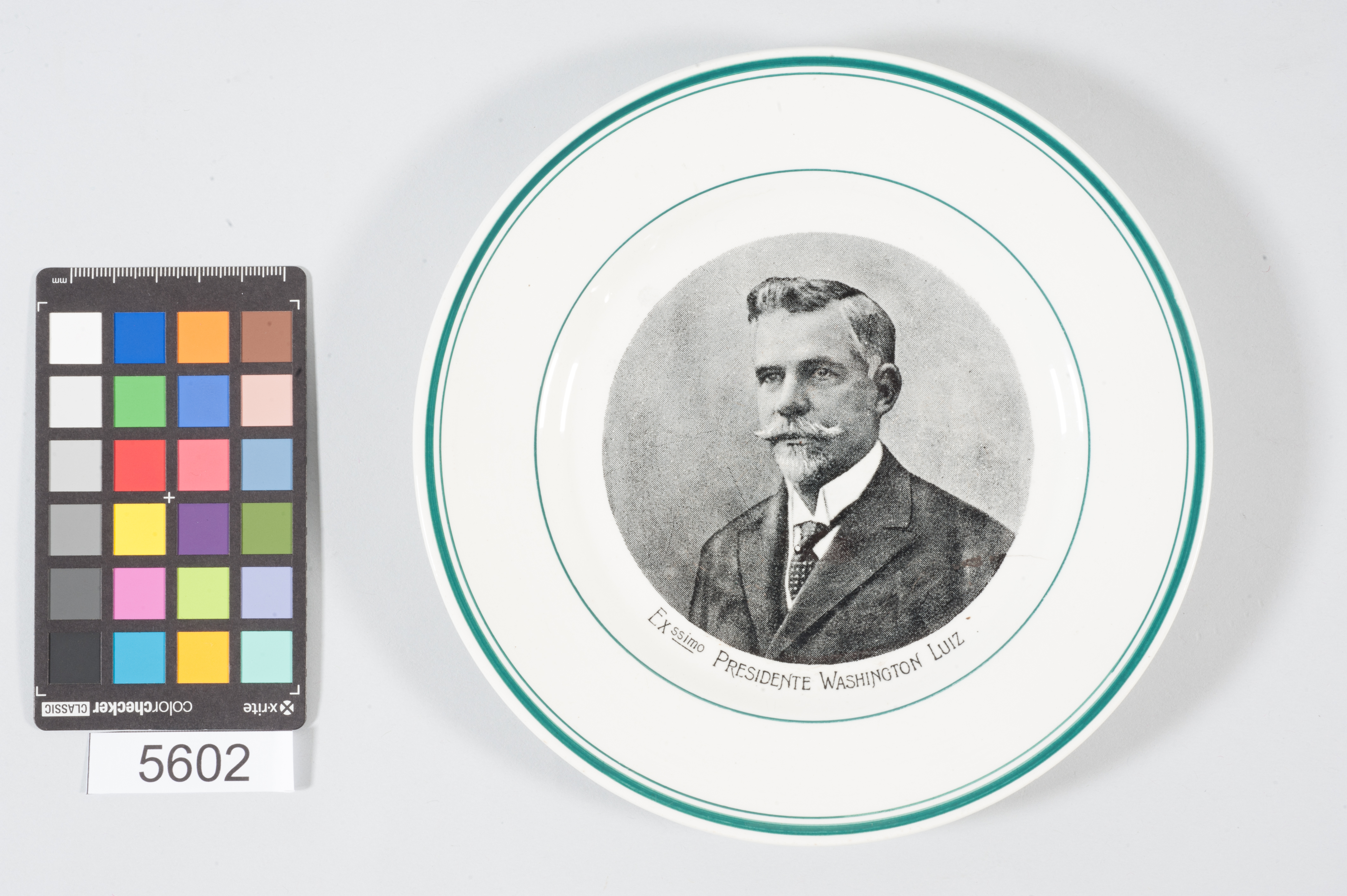
Prato Decorativo com Retrato

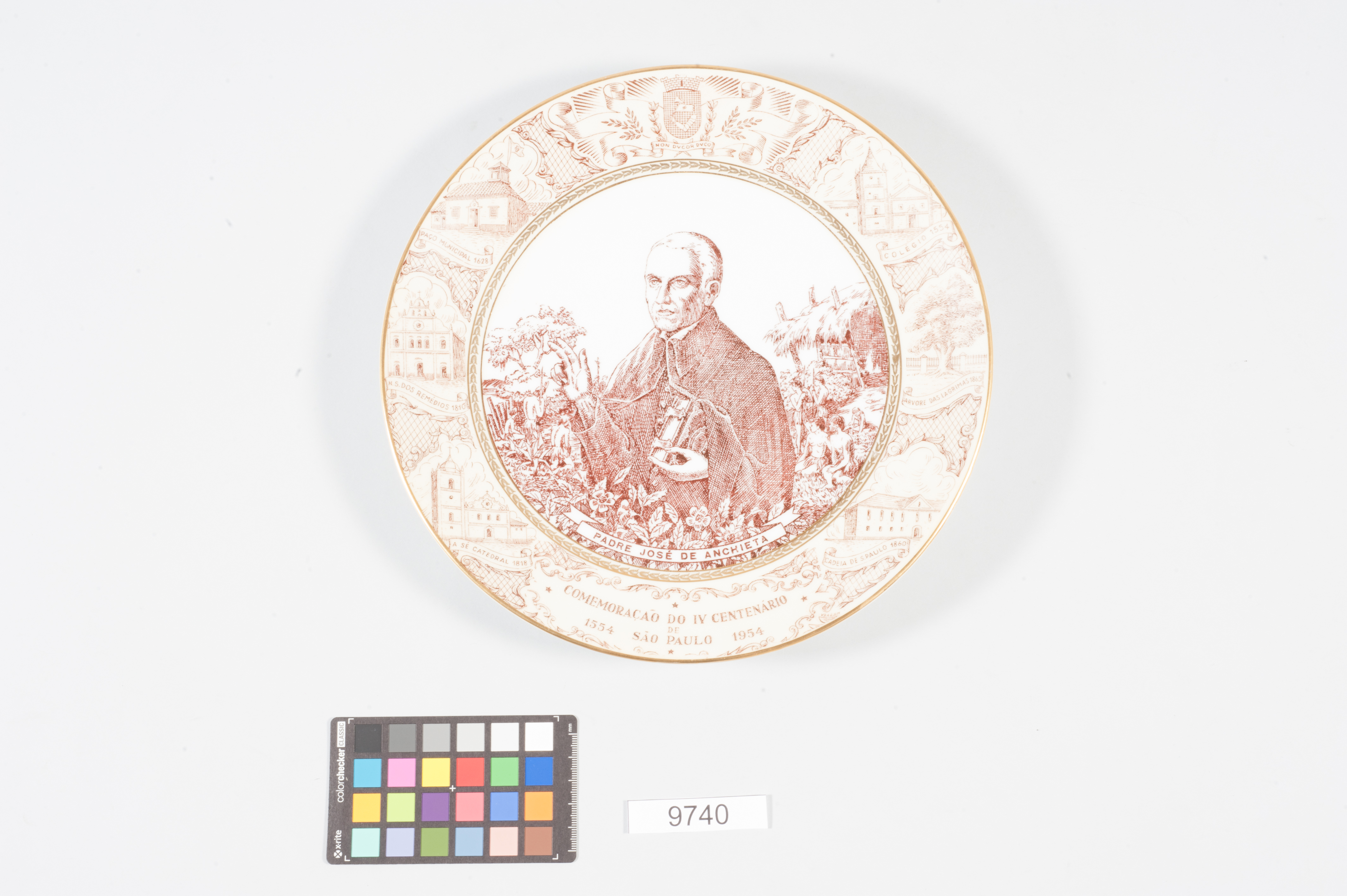
Prato Decorativo com Retrato

Os pratos também tiveram outras funcionalidades como pratos decorativos, servindo de tela para retratos históricos (como Napoleão e Josefina em modelos Limoges) ou inspiração para artistas como Picasso e Jean Cocteau.
Também são itens de presença comum em localidades turísticas, sendo ofertados ao público como souvenirs.
Os pratos decorativos no Brasil também possuíam temática cívica ou patriótica, alguns celebrando datas comemorativas, inauguração de catedrais.

## Colecionadores
Vera Chadad, organizadora do tradicional Salão de Arte do Clube A Hebraica, a coleção de pratos ingleses do século XIX está exposta na sala de jantar. O pratos, travessas e rosbifeiras formam o mesmo jogo há duas décadas, quando Vera adquiriu as louças em um antiquário, pertenciam a um único colecionador. As rosbifeiras são raras, durante vinte anos em que trabalha com arte, Vera viu somente meia dúzia delas. Ela também possui dois pratos da Companhia das Índias, estes ficam na sala living pendurados juntamente com outras obras de arte.
Isabella Giobbi, estilista, já preferiu um tom moderno para a sua coleção de 12 pratos instalados em fileiras horizontais no living de seu apartamento.  São do italiano Piero Fornasetti (1913–1988) e foram adquiridas quando morava em Milão, nos anos de 1990.
Já a coleção de Candy Brown é familiar, os pratos foram pintados por sua avó Aurore Dessureault, nascida em 1885. Ela fez um conjunto de louças para cada filha, em uma época que era costume as mulheres ganharem um conjunto quando casava e Candy herdou o conjunto de sua mãe. Os pratos são da marca francesa Limoges (nome da cidade famosa por suas porcelanas) e vieram ao Brasil junto com sua mudança em 1977.
A artista plástica Patricia Magano tem sua coleção de 12 pratos desenhados por ela mesma, inspirados nas personagens da mitologia grega e azulejos antigos de pássaros portugueses.

## Tipos de prato
Atualmente existem dois tipos de pratos: o raso para o prato principal e o prato fundo para sopa. Com relação ao material, podem ser de porcelana, plástico, vidro, barro e até pedra.
Os pratos de plástico amplamente utilizado em bares, lanchonetes e em alguns restaurantes por serem descartáveis, passaram a ser proibidos na cidade de São Paulo. No início de 2021, uma lei que entrou em vigor no município e o não cumprimento poderá acarretar multas que variam de mil a oito mil reais. O objetivo é incentivar a reciclagem de materiais e impulsionar a transição para uma economia circular.